# البحث والتدمير (رواية)
البحث والتدمير (بالإنكليزية:  Search and Destroy) هي رواية جاسوسية للمؤلف توم كلانسي وشارك في تأليفها بيتر تيليب. وكان من المقرر إصدارها في 5 يوليو 2012، ولكن أُلغي الإصدار. 
لا ينبغي الخلط بينه وبين الكتاب الخيالي لعام 1980 البحث والتدمير لروبن مور .

## القصة
يواجه ماكس مور - ضابط قسم العمليات الخاصة بوكالة المخابرات المركزية وضابط البحرية السابق - معضلة وهي : إنقاذ حياة زوجته أو تركها تُقتل من أجل إنقاذ حياة الآلاف من الأبرياء. 